# Santiago de Cuba (club de fútbol)
El Santiago de Cuba es un equipo de fútbol de Cuba que juega en el Campeonato Nacional de Fútbol de Cuba, la primera categoría de fútbol en el país.
Ha culminado campeón en tres ocasiones de manera consecutiva (2017, 2018, 2019) la primera de estas (2017) de forma invicta bajo la dirección de DT italiano Lorenzo Mambrini y las posteriores (2018, 2019) dirigidos por el técnico local Leonardo Herrera

## Historia
Es el equipo que representa a la ciudad de Santiago de Cuba dentro del fútbol en Cuba, y durante la década de los años 1990 logró llegar a dos subcampeonatos, pero eso había sido lo mejor que le había pasado al club.
En 2017 consigue ganar su primer título nacional, superando a equipos con mayor historia como Pinar del Río y Ciego de Ávila, logrando repetir con el título en 2018 y en 2019.

## Palmarés
- Campeonato Nacional: 3

2017, 2018, 2019, 2022 (Apertura), 2023 (Apertura), 2023 (Clausura)
- Torneo de Ascenso: 1

2014
- Supercopa de Fútbol de Cuba

2023

## Entrenadores
- Jorge Isaac Querol (2005)[10]
- Lorenzo Mambrini (2015–2017)[11][12][13]
- Leonardo Herrera (2019)[14]
- Lorenzo Mambrini (2020)[12]
- Jorge Isaac Querol (2022–2023)[15][16]
- Leonardo Herrero (2023–presente)[2]